# Bernardino Giraud
Bernardino Giraud (Roma, 14 luglio 1721 – Roma, 5 maggio 1782) è stato un cardinale e arcivescovo cattolico italiano.
Appartenente ad una famiglia di origine francese, era figlio di Pietro Giraud e di Altilia Zagaroli.

## Biografia
Compì i suoi studi al Collegio Tolomei di Siena ove si laureò in utroque jure.
Rientrato a Roma, ebbe numerosi incarichi nella prelatura romana.
Ordinato sacerdote il 19 marzo 1767, il 6 aprile dello stesso anno fu eletto arcivescovo titolare di Damasco. Ricevette la consacrazione episcopale il 26 aprile; due giorni dopo fu nominato nunzio apostolico in Francia, carica che mantenne fino al marzo del 1773.
Nel luglio del 1771 divenne abate commendatario di Gorze.
Il 15 marzo 1773 venne nominato arcivescovo di Ferrara, carica che mantenne fino al 14 febbraio 1777.
Papa Clemente XIV lo elevò al rango di cardinale nel concistoro del 19 aprile 1773 (era in pectore già dal concistoro del 17 giugno 1771).
Il 2 aprile 1781 fu eletto camerlengo del Sacro Collegio per un anno come d'uso.
Morì il 5 maggio 1782 all'età di 60 anni. La sua salma venne inumata nella cappella di famiglia sita nella chiesa di Santa Maria in Vallicella a Roma.

## Genealogia episcopale e successione apostolica
La genealogia episcopale è:
- Cardinale Scipione Rebiba
- Cardinale Giulio Antonio Santori
- Cardinale Girolamo Bernerio, O.P.
- Arcivescovo Galeazzo Sanvitale
- Cardinale Ludovico Ludovisi
- Cardinale Luigi Caetani
- Cardinale Ulderico Carpegna
- Cardinale Paluzzo Paluzzi Altieri degli Albertoni
- Papa Benedetto XIII
- Papa Benedetto XIV
- Papa Clemente XIII
- Cardinale Bernardino Giraud

La successione apostolica è:
- Cardinale Alessandro Mattei (1777)
- Arcivescovo Vincenzo Labini, O.S.Io.Hieros. (1780)